# Бриттон, Элизабет Гертруда
Элизабет Гертруда Бриттон, урождённая Найт (англ. Elizabeth Gertrude Britton; 9 января 1858, Нью-Йорк — 25 февраля 1934, там же) — американский ботаник, специализировавшаяся в области бриологии. Ей принадлежала инициатива создания Нью-Йоркского ботанического сада и основания Американского бриологического и лихенологического общества.

## Биография
Элизабет Гертруда Найт родилась 9 января 1853 года в Нью-Йорке. Её отцом был промышленник и плантатор Джеймс Найт; в семье было пятеро детей. Детство Элизабет прошло на Кубе, где у её отца было собственное дело и где находились сахарные плантации её дедушки. Именно там зародился её интерес к ботанике: девочка любила изучать местную флору и фауну. В 1869 году Элизабет вернулась в Нью-Йорк и посещала частную школу в Манхэттене. После школы она поступила в Хантерский колледж, где учились в основном женщины, получая специальность учителя начальной и средней школы. Однако Элизабет осталась работать в самом колледже и преподавала в нём ботанику с 1883 по 1885 год.
В 1879 году, во время ботанической экспедиции на Ньюфаундленд, Найт обнаружила на берегу озера редкую разновидность папоротника, Schizaea pusilla. Это была важная находка, поскольку она подтверждала факт предыдущего обнаружения этого вида много лет назад. Заметку о находке Найт опубликовал Эйса Грей, ведущий ботаник Америки. Благодаря этому в 1879 году Элизабет стала первой женщиной — членом Ботанического клуба Торри (Torrey Botanical Club). Там она познакомилась с Натаниэлем Лордом Бриттоном, за которого в 1885 году вышла замуж. Детей у супругов не было.
С 1880-х по 1920-е годы Элизабет Бриттон занималась преимущественно изучением мхов, в том числе классификацией видов. Она также систематизировала обширную коллекцию мхов и папоротников, собранную Хенри Хердом Расби. Для завершения этой работы она отправилась вместе с мужем в Лондон, для получения консультаций в Линнеевском обществе.
В 1885 году Бриттон стала неофициальным хранителем гербария в Колумбийском университете и, также неофициально, осуществляла научное руководство студентов, писавших диссертации по папоротникам и мхам. Оплаты за эту работу она не получала.
В 1891 году, посетив Ботанические сады в Кью, Бриттон инициировала создание Нью-Йоркского ботанического сада. Средства на его открытие она собрала с помощью богатых женщин Нью-Йорка. На протяжении тридцати трёх лет она была директором этого сада. В 1902 году по её инициативе также было создано Общество охраны дикорастущих цветов Америки (Wild Flower Preservation Society of America).
В общей сложности Элизабет Бриттон опубликовала 346 работ, 170 из которых были посвящены мхам. В 1889 году она начала серию из одиннадцати публикаций, озаглавленную «Вклад в американскую бриологию» («Contributions to American Bryology») и посвящённую родам Orthotrichum, Ulota, Physcomitrium, Bruchia и Scouleria. Затем последовала серия из восьми статей, «Как изучать мхи» («How to Study the Mosses»), для популярного ботанического журнала «The Observer». В 1892 году Бриттон опубликовала перечень видов мхов Западной Вирджинии, а с 1903 по 1904 годы — 12 статей о таксономии мхов в журнале «The Bryologist».
В 1893 году Бриттон была избрана членом Ботанического общества Америки. В 1905 году она была включена Международным ботаническим конгрессом в состав международного комитета, ответственного за номенклатуру мхов. В 1906 году Бриттон стала одной из 19 женщин, вошедших в первое издание «American Men of Science», причём её имя было отмечено в числе 1000 наиболее значимых учёных. В пяти переизданиях этой книги, вплоть до 1933 года, имя Бриттон неизменно присутствовало в списке.
Элизабет Бриттон умерла 25 января 1934 года. Семнадцать растений и одно животное были названы в её честь.